# Новоселівка (Бахмутський район)
Новосе́лівка — село Званівської сільської громади Бахмутського району Донецької області, Україна. Відстань до райцентру становить близько 39 км і проходить автошляхом Т 0513.